# Synagelides ullerensis
Synagelides ullerensis là một loài nhện trong họ Salticidae.
Loài này thuộc chi Synagelides. Synagelides ullerensis được Bohdanowicz miêu tả năm 1987.